# Lijst van gemeentelijke monumenten in Winterswijk (gemeente)
De gemeente Winterswijk telt 164 gemeentelijke monumenten. Hieronder een overzicht. 

## Brinkheurne
De plaats Brinkheurne kent 8 gemeentelijke monumenten:
| Object              | Bouwjaar | Architect | Locatie          | Coördinaten                   | Nr.     | Afbeelding          |
| ------------------- | -------- | --------- | ---------------- | ----------------------------- | ------- | ------------------- |
| Boerderij           |          |           | Bothoekweg 2     | 51° 56' 37" NB, 6° 44' 38" OL | 0294/12 | Boerderij           |
| Boerderij           |          |           | Bothoekweg 7     | 51° 56' 42" NB, 6° 44' 58" OL | 0294/13 | Boerderij           |
| T-Boerderij         |          |           | Bothoekweg 9,11  | 51° 56' 43" NB, 6° 45' 7" OL  | 0294/14 | T-Boerderij         |
| Boerderij           |          |           | Horstweg 4       | 51° 57' 42" NB, 6° 44' 56" OL | 0294/39 | Boerderij           |
| Boerderij           |          |           | Horstweg 6       | 51° 57' 42" NB, 6° 44' 57" OL | 0294/39 | Boerderij           |
| Boerderij           |          |           | Horstweg 8       | 51° 57' 37" NB, 6° 44' 57" OL | 0294/40 | Boerderij           |
| Boerderij           |          |           | de Slingeweg 5,7 | 51° 57' 0" NB, 6° 44' 48" OL  | 0294/19 | Boerderij           |
| Schoolmeesterwoning |          |           | de Slingeweg 8   | 51° 57' 1" NB, 6° 44' 41" OL  | 0294/20 | Schoolmeesterwoning |

## Corle
De plaats Corle kent 2 gemeentelijke monumenten:
| Object        | Bouwjaar | Architect | Locatie         | Coördinaten                  | Nr.     | Afbeelding    |
| ------------- | -------- | --------- | --------------- | ---------------------------- | ------- | ------------- |
| Boerderij     |          |           | Corleseweg 55   | 51° 58' 11" NB, 6° 39' 7" OL | 0294/18 | Boerderij     |
| Klompenhuisje |          |           | Meenkmolenweg 4 | 51° 57' 16" NB, 6° 39' 9" OL | 0294/63 | Klompenhuisje |

## Henxel
De plaats Henxel kent 3 gemeentelijke monumenten:
| Object            | Bouwjaar | Architect | Locatie      | Coördinaten                   | Nr.     | Afbeelding        |
| ----------------- | -------- | --------- | ------------ | ----------------------------- | ------- | ----------------- |
| Woonhuis met stal |          |           | Achterweg 3  | 51° 58' 22" NB, 6° 45' 18" OL | 0294/1  | Woonhuis met stal |
| Boerderij         |          |           | Gossinkweg 1 | 51° 58' 37" NB, 6° 45' 21" OL | 0294/29 | Boerderij         |
| Schuur            |          |           | Ratumseweg 6 | 51° 58' 38" NB, 6° 45' 47" OL | 0294/94 | Schuur            |

## Huppel
De plaats Huppel kent 3 gemeentelijke monumenten:
| Object     | Bouwjaar | Architect | Locatie       | Coördinaten                   | Nr.      | Afbeelding |
| ---------- | -------- | --------- | ------------- | ----------------------------- | -------- | ---------- |
| Boerderij  |          |           | Boeijinkweg 2 | 51° 59' 53" NB, 6° 44' 30" OL | 0294/8   | Boerderij  |
| Boerderij  |          |           | Boeijinkweg 7 | 51° 59' 55" NB, 6° 44' 27" OL | 0294/9   | Boerderij  |
| Theekoepel |          |           | Waliënseweg 2 | 51° 59' 29" NB, 6° 44' 7" OL  | 0294/112 | Theekoepel |

## Kotten
De plaats Kotten kent 6 gemeentelijke monumenten:
| Object      | Bouwjaar | Architect | Locatie              | Coördinaten                   | Nr.      | Afbeelding  |
| ----------- | -------- | --------- | -------------------- | ----------------------------- | -------- | ----------- |
| Boerderij   |          |           | Esinkweg 2,2A        | 51° 56' 26" NB, 6° 47' 11" OL | 0294/21  | Boerderij   |
| Boerderij   |          |           | Geessinkweg 1        | 51° 56' 34" NB, 6° 45' 47" OL | 0294/24  | Boerderij   |
| Basisschool |          |           | Meester Meinenweg 14 | 51° 56' 31" NB, 6° 46' 3" OL  | 0294/64  | Basisschool |
| Schuur      |          |           | Sikkinkweg 1A        | 51° 55' 57" NB, 6° 46' 9" OL  | 0294/95  | Schuur      |
| Boerderij   |          |           | Sikkinkweg 1         | 51° 55' 56" NB, 6° 46' 9" OL  | 0294/95  | Boerderij   |
| Boerderij   |          |           | Vlaskampweg 2        | 51° 56' 34" NB, 6° 45' 28" OL | 0294/108 | Boerderij   |

## Meddo
De plaats Meddo kent 11 gemeentelijke monumenten:
| Object                       | Bouwjaar | Architect | Locatie                 | Coördinaten                   | Nr.      | Afbeelding                   |
| ---------------------------- | -------- | --------- | ----------------------- | ----------------------------- | -------- | ---------------------------- |
| Hallenboerderij              |          |           | Balkenschotweg 1        | 51° 59' 47" NB, 6° 41' 48" OL | 0294/114 | Hallenboerderij              |
| Boerderij                    |          |           | Beerninkweg 15          | 52° 0' 58" NB, 6° 40' 38" OL  | 0294/3   | Boerderij                    |
| Boerderij                    |          |           | Beitelweg 7             | 52° 0' 59" NB, 6° 41' 46" OL  | 0294/4   | Boerderij                    |
| R.K. Kerk: Johannes de Doper |          |           | Geldereschweg 25        | 52° 0' 46" NB, 6° 42' 17" OL  | 0294/26  | R.K. Kerk: Johannes de Doper |
| T-Boerderij                  |          |           | Geldereschweg 52        | 52° 0' 47" NB, 6° 42' 15" OL  | 0294/25  | T-Boerderij                  |
| Pastorie                     |          |           | Goorweg 2               | 52° 0' 46" NB, 6° 42' 18" OL  | 0294/27  | Pastorie                     |
| pannenschuur                 |          |           | Goossensweg ongenummerd | 52° 1' 17" NB, 6° 42' 36" OL  | 0294/148 | pannenschuur                 |
| Boerderij                    |          |           | Poolserweg 3            | 52° 0' 32" NB, 6° 44' 19" OL  | 0294/82  | Boerderij                    |
| Schuur                       |          |           | Wandersweg 5            | 52° 0' 51" NB, 6° 43' 10" OL  | 0294/113 | Schuur                       |
| Boerderij                    |          |           | Wesselinkweg 1          | 52° 1' 7" NB, 6° 41' 23" OL   | 0294/115 | Boerderij                    |
| Boerderij                    |          |           | Wormskampweg 11         | 52° 0' 51" NB, 6° 43' 24" OL  | 0294/131 | Boerderij                    |

## Miste
De plaats Miste kent 5 gemeentelijke monumenten:
| Object    | Bouwjaar | Architect | Locatie           | Coördinaten                   | Nr.     | Afbeelding |
| --------- | -------- | --------- | ----------------- | ----------------------------- | ------- | ---------- |
| Boerderij |          |           | Binnenboomweg 10  | 51° 56' 28" NB, 6° 39' 37" OL | 0294/5  | Boerderij  |
| Boerderij |          |           | Binnenboomweg 14  | 51° 56' 20" NB, 6° 39' 31" OL | 0294/6  | Boerderij  |
| Boerderij |          |           | Brinkeweg 22      | 51° 56' 32" NB, 6° 39' 47" OL | 0294/16 | Boerderij  |
| Boerderij |          |           | Lutgerweg 4,4A    | 51° 56' 50" NB, 6° 40' 42" OL | 0294/47 | Boerderij  |
| Boerderij |          |           | Misterweg 230-232 | 51° 56' 49" NB, 6° 39' 17" OL | 0294/71 | Boerderij  |

## Ratum
De plaats Ratum kent 5 gemeentelijke monumenten:
| Object                            | Bouwjaar | Architect | Locatie                | Coördinaten                   | Nr.      | Afbeelding                        |
| --------------------------------- | -------- | --------- | ---------------------- | ----------------------------- | -------- | --------------------------------- |
| Gelria steen                      |          |           | nabij Dwarsweg         | 51° 59' 41" NB, 6° 48' 29" OL | 0294/152 | Gelria steen                      |
| Boerderij                         |          |           | Illebergdiek 2         | 51° 58' 7" NB, 6° 48' 39" OL  | 0294/42  | Boerderij                         |
| schoppe                           |          |           | Leeferdinklaan 2       | 51° 58' 6" NB, 6° 48' 17" OL  | 0294/143 | schoppe                           |
| Boerderij                         |          |           | Ratumseweg 57A         | 51° 58' 38" NB, 6° 49' 1" OL  | 0294/93  | Boerderij                         |
| Boerderij met schoppe en waterput |          |           | nabij Scholtemaatweg 7 | 51° 59' 0" NB, 6° 47' 14" OL  | 0294/141 | Boerderij met schoppe en waterput |

## Winterswijk
De plaats Winterswijk kent 110 gemeentelijke monumenten. Zie de Lijst van gemeentelijke monumenten in Winterswijk (plaats)

## Woold
De plaats Woold kent 12 gemeentelijke monumenten:
| Object                     | Bouwjaar | Architect | Locatie              | Coördinaten                   | Nr.      | Afbeelding        |
| -------------------------- | -------- | --------- | -------------------- | ----------------------------- | -------- | ----------------- |
| Boerderij                  |          |           | Blekkinkhofweg 9     | 51° 55' 22" NB, 6° 40' 4" OL  | 0294/7   | Boerderij         |
| Boerderij                  |          |           | Boomkampweg 4 en 4A  | 51° 55' 15" NB, 6° 39' 53" OL | 0294/151 | Boerderij         |
| Boerderij                  |          |           | Brandenweg 1         | 51° 54' 15" NB, 6° 43' 26" OL | 0294/15  | Boerderij         |
| Verenigingsgebouw          |          |           | Gosselinkweg 14      | 51° 55' 50" NB, 6° 42' 50" OL | 0294/28  | Verenigingsgebouw |
| Boerderij                  |          |           | Harkelsweg 1         | 51° 56' 43" NB, 6° 42' 29" OL | 0294/35  | Boerderij         |
| Boerderij                  |          |           | Harkelsweg 10        | 51° 56' 15" NB, 6° 42' 56" OL | 0294/36  | Boerderij         |
| complex                    |          |           | Hijinkhoekweg 10     | 51° 55' 56" NB, 6° 44' 4" OL  | 0294/142 | complex           |
| Boerderij                  |          |           | Hijinkhoekweg 45A    | 51° 54' 57" NB, 6° 44' 42" OL | 0294/37  | Boerderij         |
| Boerderij                  |          |           | Holdersweg 10        | 51° 54' 43" NB, 6° 42' 43" OL | 0294/38  | Boerderij         |
| Boerderij                  |          |           | Kreilweg 2           | 51° 55' 40" NB, 6° 41' 12" OL | 0294/45  | Boerderij         |
| complex veldoven 't Winkel |          |           | Winkelstegge nabij 1 | 51° 55' 49" NB, 6° 42' 19" OL | 0294/154 | Meer afbeeldingen |
| Boerderij                  |          |           | Wooldseweg 80,82     | 51° 56' 3" NB, 6° 42' 8" OL   | 0294/129 | Boerderij         |

Aalten · 
Apeldoorn · 
Arnhem · 
Barneveld · 
Berkelland · 
Beuningen · 
Bronckhorst · 
Brummen · 
Buren · 
Culemborg · 
Doesburg · 
Doetinchem · 
Druten · 
Duiven · 
Ede · 
Elburg · 
Epe · 
Ermelo · 
Groesbeek · 
Harderwijk · 
Hattem · 
Heerde · 
Heumen · 
Lingewaard · 
Lochem · 
Maasdriel · 
Montferland · 
Neder-Betuwe · 
Nijkerk · 
Nijmegen · 
Nunspeet · 
Oldebroek · 
Oost Gelre · 
Oude IJsselstreek · 
Overbetuwe · 
Putten · 
Renkum · 
Rheden · 
Rozendaal · 
Scherpenzeel · 
Tiel · 
Ubbergen · 
Voorst · 
Wageningen · 
West Betuwe · 
West Maas en Waal · 
Westervoort · 
Wijchen · 
Winterswijk · 
Zaltbommel · 
Zevenaar · 
Zutphen